# 方仙道
方仙道或神仙家或仙道及神仙方术是在春秋、战国时期形成的一类专门方术、方技等道术的统称，时称方术。包括天文、医学、神仙、占卜、相术、堪舆等技艺并宣传服食、祭祀可以长生成仙的方法。据《史記·封禪書》载:最早與道相關的方士是周灵王(前571-前545)时候的苌弘, 据称他会阴阳之学，明鬼神之事。方仙道和后来的道教不同，本身并没有一个组织。方仙道被认为是道教的前身形式，其教义被成形的道教包含与覆盖。方仙道的名称出自司马迁的《史记》：“而宋毋忌、正伯侨、充尚、羡门高最后皆燕人，为方仙道，形解销化，依于鬼神之事”。在秦始皇和汉武帝时期较为兴盛。

## 主要思想
方仙道常利用邹衍的五德终始说和五行阴阳学说来解释他们的方术。
他们宣称能够有办法使灵魂离开肉体与鬼神交通，认为人通过修炼可以长生不死，可以制作不死之药，也可以制造黄金（炼丹术)。他们尊奉黄帝。还宣称有行气、辟谷等方术。他们的这些思想和信仰为后来的道教所继承。
《漢書．藝文志第十》中載劉歆《七略》中有＜術數略＞與＜方技略＞。並於方技其下分作「醫經」、「經方」、「房中」、「神僊（同仙字）」四類。

## 代表人物
- 战国时期
  - 宋毋忌
  - 正伯侨
  - 充尚
  - 羡门高
  - 河上公

- 秦朝
  - 安期生
  - 徐福
  - 韩终
  - 侯公
  - 石生
  - 卢生

- 汉朝
  - 李少君
  - 谬忌
  - 少翁
  - 栾大
  - 公孙卿
  - 于吉

## 主要著作
- 列仙传

## 参看
- 道教历史
- 诸子百家
- 道教
- 神仙
- 赤松子
- 方技家